# Пасажир №23
«Пасажир № 23» (нім. Passagier № 23) — книга німецького письменника і журналіста Себастіана Фітцека.

## Анотація
Щорічно з круїзних суден у відкритому морі зникають близько 20 осіб. Але ніхто так і не повернувся. До цього часу…
Мартін Шварц, поліцейський-психолог, втратив дружину та сина п'ять років тому. Це сталося під час відпустки на круїзному лайнері «Султана морів» — ніхто не міг сказати йому, що саме відбувається. З тих пір Мартін був морально зламаний і постійно брав участь у небезпечних операція як агент під прикриттям, що ненадовго відволікало його від трати і болю від неї. У середині однієї місії йому подзвонила дивна старенька, яка описує себе як сценаристка трилерів. Вона сказала Мартіну, що він повинен приїхати на борт «Султана морів», оскільки є нові свідчення про те, що сталося з його сім'єю. Мартін більше ніколи не хотів ступати на корабель — і все ж він сходить на борт круїзного лайнера і дізнається від старої пані, що дівчина, яка зникла кілька тижнів тому на «Султана морів», знову з'явилася. З ведмедиком його сина в руках…
Для шанувальників якісних детективів із непередбачуваним фіналом.

## Факт про книгу
Наприкінці 2014 року трилер Себастьяна Фітцека «Пасажир 23» став новим номером один у списку бестселерів SPIEGEL.